# Bí ẩn kim tự tháp
Bí ẩn kim tự tháp (tiếng Anh: The Pyramid) là một bộ phim kinh dị của Mỹ 2014 do Grégory Levasseur đạo diễn, Alexandre Aja sản xuất và phân phối bởi 20th Century Fox. Phim là những tài liệu found footage về việc khám phá kim tự tháp bởi một nhóm nhà khảo cổ học. Do Daniel Meersand và Nick Simon viết kịch bản, phim có sự tham gia của Ashley Hinshaw, Denis O'Hare, James Buckley và Daniel Amerman, dự kiến khởi chiếu tại Việt Nam ngày 5 tháng 12 năm 2014.